# Gamora
Gamora è un personaggio dei fumetti Marvel Comics. Ideata da Jim Starlin, apparve per la prima volta nel numero 180 di Strange Tales (giugno 1975). Gamora è la figlia adottiva del supercriminale Thanos ed è l'ultima della propria razza. Fra le sue abilità vi sono una forza ed un'agilità sovrumane nonché un rapido fattore di guarigione. Ha avuto delle relazioni sentimentali con Adam Warlock e Richard Rider.
Dopo il suo ruolo nella storyline Annihilation: Conquest del 2007, divenne un membro del gruppo dei Guardiani della Galassia. L'attrice Zoe Saldana ha interpretato il personaggio nel film live action Guardiani della Galassia uscito nel 2014, e nei successivi prodotti del Marvel Cinematic Universe.

## Storia editoriale
Gamora debuttò in Strange Tales n. 180 (giugno 1975). Fu ideata da Jim Starlin. Riapparve nel numero 181, Warlock (vol. 1) nn. 9-15 (1975-76). E negli annuali del 1977 de I Vendicatori e Marvel Two-in-One. Nel 1990 ritornò nei numeri 46-47 della terza serie di Silver Surfer. Ha avuto un ruolo minore ne Il Guanto Dell'Infinito (1991) e fu la co-protagonista di Warlock and The Infinity Watch (1992-1995). Apparve anche nella Guerra Dell'Infinito (1992) e ne La Crociata Dell'Infinito (1993). Dopo le sue apparizioni in Infinity Abyss (2002), Annihilation (2006) e la quarta serie di Nova (2007-2008), Gamora divenne una dei protagonisti della seconda serie de I Guardiani Della Galassia (2008-2010). Ebbe un ruolo minore ne L'ordine di Thanos (2010).
Gamora, insieme agli altri Guardiani, apparve nei numeri 4-8 di Avengers Assemble (2012) e sarà una dei protagonisti nella terza serie de I Guardiani della Galassia come parte del rilancio Marvel NOW.

## Biografia del personaggio
(Gamora a Pip il Troll in Supereroi il Mito n. 30: Warlock-La Minaccia di Thanos)
Gamora è l'ultimo membro rimasto della sua specie, gli Zen Whoberi, che furono sterminati dai Badoon (nella sua linea temporale originale, furono sterminati dalla Chiesa Universale della Verità). Thanos trovò Gamora da bambina e decise di usarla come un'arma. Gamora venne cresciuta e allenata da Thanos per assassinare Magus, una versione malvagia di Adam Warlock. Thanos mostrò poca gentilezza nei suoi confronti durante la sua infanzia, ma lei rimase fedele all'uomo che le aveva promesso di poter vendicare la morte della sua famiglia. Gamora divenne molto abile nell'uso delle arti marziali, guadagnandosi l'appellativo la donna più mortale della galassia. Quando era adolescente, Thanos le fece fare un viaggio, Gamora dissobedì agli ordini di Thanos e si imbatté in una banda di criminali. Nonostante le sue abilità in combattimento, Gamora venne sopraffatta dal gruppo e poi violentata da uno di loro. Thanos la trovò quasi morta e uccise i suoi assalitori per poi riportarla alla salute ciberneticamente, amplificando le sue abilità a livelli sovrumani.
Da adulta, Gamora venne mandata ad assassinare la Chiesa Universale della Verità, venendo temuta dai suoi agenti, i cavalieri neri. Ottenne la sua vendetta per il genocidio della sua razza uccidendo i membri della chiesa che erano coinvolti nell'evento. Gamora conobbe e fece squadra con Adam Warlock, che voleva fermare Magus. Riuscì ad avvicinarsi a Magus ma fallì nella sua uccisione all'ultimo secondo. Insieme a Warlock, Pip il troll e Thanos, Gamora combatté per fuggire dai cavalieri neri della Chiesa Universale Della Verità e la Squadra della Morte di Magus. Venne incaricata da Thanos di fare la guardia ad Adam Warlock, ma lei divenne sospettosa delle intenzioni di Thanos, e venne attaccata da Drax il Distruttore.
Infine Magus venne sconfitto, ma Thanos si rivelò essere una minaccia ancora più grande. Gamora aiutò Captain Marvel (Mar-Vell), Drax e i Vendicatori a combattere Thanos. Gamora e Pip tentarono di impedire a Thanos di distruggere la vita nell'universo. Gamora cercò di uccidere Thanos ma quest'ultimo la ferì mortalmente e distrusse la mente di Pip. Vennero trovati da Adam Warlock e Gamora lo avvertì dei piani di Thanos. Adam assorbì le loro anime con la sua gemma dell'anima. Quando Adam Warlock morì, la sua anima si riunì con quella dei suoi amici nel Soulworld all'interno della Gemma dell'Anima.

### Infinity Watch
Dentro la gemma dell'anima c'è il Soulworld, un posto dove Gamora, Pip e Warlock vissero in pace. Anche altri esseri che sono stati assorbiti dalla gemma, come Autolycus, vivono in pace con i propri vecchi nemici nel Soulworld.
Quando Thanos riuscì a prendere le Gemme dell'Infinito dagli Anziani Dell'Universo e a creare il Guanto dell'Infinito, Adam Warlock decise di provare a fermarlo. Warlock, Gamora e Pip uscirono dal Soulworld e andarono sulla Terra, dove presero in possesso i corpi di tre individui deceduti in un incidente d'auto. Così Gamora tornò in forma corporea nel corpo di Bambi Long, il cui corpo assunse con il passare del tempo le fattezze del corpo di Gamora. Ma venne successivamente cancellata dall'esistenza quando Thanos usò il Guanto dell'Infinito per far sparire metà della popolazione dell'universo.
Quando Nebula prese il guanto da Thanos e annullò la distruzione causata da lui, Gamora tornò in vita.
Alla fine, Adam Warlock prese il guanto, ottenendo la semi-onnipotenza. Gamora e Pip convinsero il Doctor Strange ad aiutarli a trovare e fermare Warlock, che era nel frattempo impazzito per via del potere del Guanto. Il Tribunale Vivente intervenne e Warlock decise di dividere le gemme con un gruppo chiamato la Guardia dell'Infinito (Infinity Watch). Gamora ricevette la Gemma del Tempo, ma si rivelò incapace di usarla pienamente, anche se ne ricevette varie visioni precognitive. Gamora divenne attratta da Warlock, ma quest'ultimo non la ricambiò. Dopo una discussione sul membro della Guardia dell'Infinito chiamato Maxam, Gamora lasciò il gruppo e la gemma del tempo. Tornò a lavorare come mercenaria finché Warlock non la incontrò di nuovo, e questa volta ricambiò i sentimenti romantici di Gamora e andarono a vivere in una dimensione tasca per crescere una creatura chiamata Atleza.

### Annihilation e Annihilation Conquest
Gamora riapparve successivamente durante la saga Annihilation. Dopo aver lasciato Warlock e essersi trasferita nel pianeta Godthab Omega, dove la sua mente venne distorta da Glorioan e divenne il capo di un gruppo di guerriere chiamate le Grazie, fu intenzionata a ricostruire la sua reputazione come la donna più mortale della galassia e ha ottenuto una spada potente chiamata Godslayer. Si unì al Fronte Unito per combattere l'armata di Annihilus. Ebbe una relazione sentimentale con il leader del Fronte Unite, Richard Rider.
Durante l'invasione del pianeta dei Kree dai Phalanx guidati da Ultron, Gamora venne assimilata nella mente alveare dei Phalanx. La mandarono all'inseguimento di Nova dopo che quest'ultimo era fuggito dal pianeta. Venne in seguito liberata da Nova, ma rimase in un grave stato di stress, provando nostalgia per la compagnia dei Phalanx e continuò a mantenere un comportamento simile a quello dei Phalanx.
Dopo aver scongiurato la minaccia di Ultron e dei Phalanx, Gamora si unì ai Guardiani Della Galassia. Gamora venne fatta prigioniera da Magus insieme ad altri Guardiani. Venne salvata da Star-Lord e combatté nella guerra contro il Cancroverso. Successivamente Gamora e gli altri Guardiani arrivarono sulla Terra per aiutare i Vendicatori a combattere Thanos.

## Poteri e abilità
Gamora ricevette un trattamento da Thanos che aumentò la sua velocità, forza e agilità fino a rivaleggiare con quelle di Adam Warlock (per poter uccidere Magus, la sua controparte malvagia dal futuro). Thanos la rese anche una formidabile lottatrice, addestrata nelle arti marziali di vari pianeti, nell'uso delle armi della Via Lattea e nelle tecniche di infiltrazione. È anche un'abile acrobata e assassina e possiede un collegamento telepatico con Thanos. Usa una grande varietà di armi, soprattutto uno speciale pugnale, che ha usato contro esseri estremamente potenti come Thanos e Magus.
Nella serie Infinity Watch venne rivelato che Gamora è stata potenziata ciberneticamente per avere abilità sovrumane e un rapido fattore di guarigione che le ha permesso di sopravvivere al calore di un sole artificiale. La forza e l'agilità di Gamora vennero ulteriormente aumentate da Warlock al suo ritorno dal Soulworld.
Gamora è una delle più abili marzialiste dell'universo Marvel. È capace di battere avversari molto più forti di lei (sconfisse infatti un plotone formato da soldati bene addestrati in pochi minuti). Ha imparato a paralizzare e a uccidere i suoi avversari usando dei colpi ai nervi nei punti vitali. Anche se è esperta nell'uso di molte armi convenzionali, preferisce usare spade e coltelli.
Quando era un membro della Infinity Watch, possedeva la Gemma Dell'Infinito chiamata Gemma del Tempo. La gemma era mentalmente collegata a lei, dandole il potere di controllare il tempo ma non sapendo come usare questo potere preferì non farlo. Quando aveva la Gemma del Tempo, Gamora aveva delle visioni precognitive, ma non aveva alcun controllo su di esse.

## Altri media

### Televisione
- Gamora appare in alcuni episodi della serie animata di Silver Surfer.
- Fa un cameo nel film animato direct-to-video Planet Hulk.
- Compare insieme ai Guardiani Della Galassia in un episodio delle serie animate Ultimate Spider-Man, Hulk e gli agenti S.M.A.S.H., Avengers Assemble e Disk Wars: Avengers.
- Gamora è una dei protagonisti nella serie animata Guardiani della Galassia.

### Marvel Cinematic Universe

Gamora interpretata da Zoe Saldana in Guardiani della Galassia Vol. 2 (2017)

Gamora appare nel franchise del Marvel Cinematic Universe dove è interpretata da Zoe Saldana. Gamora era inizialmente una bambina che viveva felicemente con i suoi genitori ma Thanos attaccò il suo pianeta, uccise i suoi genitori davanti ai suoi occhi, prese Gamora e la fece diventare la sua figlia adottiva e assassina. Insieme a sua sorella adottiva, Nebula, le due continuano a svolgere missioni per conto di Thanos ed egli si affeziona molto a Gamora decidendo che un giorno sarebbe diventata lei la nuova leader dell'universo:
- In Guardiani della Galassia (2014) Gamora è inizialmente una spietata e letale assassina ma in seguito si allea con Peter Quill, Rocket Raccoon, Groot e Drax il Distruttore per sconfiggere l'esercito del feroce Ronan l'Accusatore e torna buona, e rivela che non ha mai voluto uccidere nessuno ma che Thanos l'ha costretta a farlo innumerevoli volte. Gamora e i suoi nuovi amici si alleano con Yondu Udonta, padre adottivo di Quill e capo dei Ravagers, e sconfiggono e uccidono Ronan, il gruppo diventa una squadra di supereroi chiamata i "Guardiani della Galassia" e i crimini passati di Gamora così come quelli degli altri membri dei Guardiani vengono cancellati e la sua fedina penale torna pulita, Gamora e gli altri partono assieme verso nuove avventure.
- In Guardiani della Galassia Vol. 2 (2017) Gamora e gli altri devono scappare da una sacerdotessa leader di un potente e spietato impero alieno che vuole vendetta su di loro, il gruppo finisce su un pianeta dove incontrano il padre naturale di Quill, Ego, tuttavia Gamora insieme a Nebula scopre che Ego è un Celestiale malvagio che ha intenzione di espandere sé stesso per tutta la Galassia e distruggere l'universo, i Guardiani riescono a sconfiggere e distruggere il pianeta vivente e a salvare Quill, anche Gamora piange per la morte e il sacrificio di Yondu che si è sacrificato per salvare Quill al quale ha sempre voluto bene e che ha sempre cercato di difendere, Gamora si fidanza con Quill e vanno insieme alla ricerca di nuove avventure.
- In Avengers: Infinity War (2018) insieme al suo gruppo soccorre Thor, e scoperte le azioni di Thanos, si reca insieme a Quill, Drax e Mantis su Knowhere per prendere la gemma della realtà prima di Thanos, ma arrivano troppo tardi e Thanos rapisce Gamora, la quale costringe a rivelargli la posizione della gemma dell'Anima torturando la sorella Nebula, catturata dal titano in precedenza. I due si dirigono così sul pianeta Vormir, dove incontrano Teschio Rosso, divenuto il custode della gemma, che racconta a Thanos che per impadronirsi della gemma dovrà sacrificare la persona a lui più cara, costringendolo ad uccidere Gamora buttandola dalla scogliera.
- In Avengers: Endgame (2019), la Gamora proveniente dal passato (dal 2014) e fedele a Thanos viene convinta dalla Nebula del futuro (del 2023), catturata dal titano, a cambiare idea, aiutando gli Avengers e il resto dei Guardiani della Galassia a sconfiggere Thanos dopo che Nebula le rivela che Thanos nel futuro non avrebbe avuto scrupoli a ucciderla per ottenere la Gemma Dell'Anima. Realizzando la terribile verità, decisa a cambiare il suo destino e rimanere in vita, diventa (anche se in modo diverso) uguale alla sua sè futura e liberata Nebula si unisce alla battaglia con gli Avengers, aiutandoli a sconfiggere Thanos. Subito dopo la battaglia, Gamora avendo cambiato il suo destino se ne va per la sua strada. Alla fine del film, mentre i Guardiani stanno per lasciare la Terra, viene mostrato Quill che prova a ritrovare Gamora.
- Gamora appare anche nella serie animata del Marvel Cinematic Universe What If...? (2021).
- in Guardiani della Galassia Vol. 3 (2023) la variante di Gamora vista in Avengers: Endgame è rimasta sull’universo Terra-616 e si è unita ai Ravagers. Su richiesta di Nebula, partecipa malvolentieri a un’impresa con i Guardiani per salvare Rocket dall’Alto Evoluzionario. Durante la missione Peter cerca di entrare in sintonia con la nuova Gamora, ma lei gli ribadisce di non essere la stessa donna di cui si è innamorato, bensì una sua versione più spietata e cinica. Nel finale Gamora lascia Peter e i Guardiani, avendo però compreso i valori di gentilezza e amore trasmessile da Peter e decisa a rendere per sé i Ravagers una nuova famiglia, come i Guardiani furono una famiglia per la vecchia Gamora.

### Letteratura
- Gamora appare nel romanzo Thanos - Signore della guerra (2018), in cui è narrata la storia di Thanos prima degli avvenimenti dell'MCU.